# Gran Premio Industria e Commercio di Prato 1949
Il Gran Premio Industria e Commercio di Prato 1949, quarta edizione della corsa, si svolse il 1º maggio 1949 su un percorso di 231 km, con partenza e arrivo a Prato. La vittoria fu appannaggio dell'italiano Luciano Maggini, che completò il percorso in 6h34'00", alla media di 35,178 km/h, precedendo i connazionali Nedo Logli e Giovanni Corrieri.

## Ordine d'arrivo (Top 10)
| Pos. | Corridore          | Squadra          | Tempo    |
| ---- | ------------------ | ---------------- | -------- |
| 1    | Luciano Maggini    | Wilier Triestina | 6h34'00" |
| 2    | Nedo Logli         | Arbos            | s.t.     |
| 3    | Giovanni Corrieri  | Bartali-Gardiol  | s.t.     |
| 4    | Marcello Paolieri  | Arbos            | s.t.     |
| 5    | Sergio Maggini     | Lygie            | s.t.     |
| 6    | Adolfo Leoni       | Legnano          | s.t.     |
| 7    | Renzo Soldani      | Legnano          | s.t.     |
| 8    | Oliviero Tonini    | Cimatti          | s.t.     |
| 9    | Virginio Salimbeni | Legnano          | s.t.     |
| 10   | Ezio Cecchi        | Cimatti          | s.t.     |